# Jądro ślinowe dolne
Jądro ślinowe dolne (łac. nucleus salivatorius inferior) – jądro nerwu językowo-gardłowego, znajdujące się w rdzeniu przedłużonym. Daje ono początek przedzwojowym włóknom odśrodkowym trzewnym (GVE), które ulegają przełączeniu w zwoju usznym.